# Het boertje van Wakelslag en de duivel
Het boertje van Wakelslag en de duivel is een volksverhaal uit de Achterhoek.

## Het verhaal
Op een ochtend vlak na Allerheiligen zijn alle huizen van Wakelslag platgegooid door een wervelstorm. De rijke boeren kunnen een nieuw huis bouwen, maar één boer was al erg arm en kan dit niet. Niemand helpt hem, ze zijn te druk met zichzelf bezig. Hij is aan de wil van God overgelaten, maar vindt dit niet genoeg. Op een nacht gaat hij met een zwarte haan onder de arm naar een kruisweg en wacht tot de klok van het dorp middernacht slaat. Hij hakt de kop van de zwarte haan en roept de duivel. Hij hoort een ketting rammelen en de duivel verschijnt voor hem.
De duivel krijgt medelijden met de boer en zijn gezin en veegt tranen uit zijn ogen. Hij wil wel een nieuw huis bouwen, maar in ruil daarvoor vraagt hij de ziel van de boer. Dit wil de boer niet en dan vraagt de duivel alle vruchten van zijn land in de herfst. De boer weigert opnieuw en de duivel zegt dan tevreden te zijn met alles wat boven de grond groeit. De boer stemt na een tijdje schoorvoetend in met de ruil en schrijft zijn naam in bloed onder een contract.
De volgende ochtend zien de andere boeren een prachtig huis bij de arme boer. Hij vertelt niet hoe dit is gebeurd en kijkt tevreden de winter tegemoet. De zaaitijd arriveert en de boer bedenkt wat hij zal gebruiken. Met een opgeruimd hart en geduldig doet hij wat gedaan moet worden en wacht de tijd van het oogsten af. De duivel komt in de herfst en wil zijn aandeel, maar de boer heeft aardappels gepoot. De duivel wil dan nogmaals dezelfde ruil, maar het volgende jaar komt hij alles wat onder de grond groeit halen.
De boer tekent opnieuw een contract en zaait in het voorjaar opnieuw. Er komt een tijd van regen en droogte en alles groeit en bloeit. In de zomer met Sint Japik slaat de boer de sikkel in de rogge. Hij gooit het op de balken en de duivel krijgt de stoppels. Opnieuw laat hij de boer een contract tekenen, nu wil hij de helft van alles wat boven en onder de grond groeit. De boer houdt zich dom en in de zomer komt de duivel bij hem op bezoek. Er groeien blauwe bloemetjes en de boer haalt een maand later zijn gewas in huis.
Als de herfsthonden blaffen komt de duivel weer en ziet de boer het vlas braken. Hij heeft lijnzaad gezaaid en houdt het vlas. De duivel krijgt het afval om de oven van de hel te stoken. Driemaal is scheepsrecht en de duivel begint te schelden. De boer wordt boos en gooit de duivel over de hekel heen. De duivel vliegt de lucht in en is nooit terug geweest. Iedereen heeft rust, ook de andere boeren. Geen boer van Wakelslag komt meer in de hel terecht, de duivel is veel te bang dat ze de hekel meebrengen.

## Achtergronden
- Het verhaal werd verteld in Eibergen, Gelderland.
- De duivel neemt een belangrijke plaats in in het volksgeloof, ze zijn te herkennen aan bokkepoten en een staart. De Nederlandse duivelsverhalen gaan (net als die over reuzen) vaak over domme duivels die worden beetgenomen.
- Het motief van het delen van de oogst is over de hele wereld bekend.
- De boer en de duivel, een sprookje van de gebroeders Grimm uit hun Kinder- und Hausmärchen, heeft veel overeenkomsten. Hier zaait de boer het eerste jaar bieten en de duivel krijgt het gele blad, het tweede jaar ontvangt de duivel de stoppels van tarwe en stort zich in een ravijn.
- Er zijn veel verhalen over rijke en arme boeren, list en bedrog, domheid en slimheid, zoals Het boerke, De goede ruil en De ring van de koningsdochter.